# الحوتة (الدقهلية)
قرية الحوتة هي إحدى القرى التابعة لمركز المنزلة في محافظة الدقهلية في جمهورية مصر العربية. حسب إحصاءات سنة 2006، بلغ إجمالي السكان في الحوتة 3981 نسمة، منهم 2089 رجل و1892 امرأة.